# Абель, твій брат
«Авель, твій брат» (пол. Abel, twój brat) — драма польського кінорежисера Януша Насфетера. Прем'єра у Польщі відбулася 2 жовтня 1970 року.

## Сюжет
Фільм про складні відносини новенького хлопчика з однокласниками, про спроби пристосуватися до нової ситуації, про дружбу, зраду і про смерть.

## Актори
- Філіп Лободзінський — Кароль Матуляк
- Едвард Димек — Вальдемар Пацух
- Генрик Ґолембевський — Генрик Бальон
- Роман Мосьор — Антоній Бонцала
- Войцєх Скут — Єжи Заґраєк
- Анджей Бочула — Юзеф Саломон
- Войцєх Андрулевич — Єремія Матущак
- Анна Новак — Анна Пацулянка
- Дорота Чайко — Бася Єґоров
- Боґдан Ґрачик — Боґдан
- Боґдан Іздебський — Адам Пєшхала
- Ришард Роґуський — Богдан Заремба
- Богдан Рокіта — Павел Стопа
- Рената Совіель — Анна Ґонсьоркувна
- Ґжеґож Роман — Пакула
- Катажина Ланєвська — Євгенія Матулякова, мати Кароля
- Вітольд Дедерко — пан Йонаш
- Здзіслав Лесняк — класний керівник, вчитель польської мови і географії
- Яцек Федорович — вчитель гімнастики
- Генрик Бонк — директор школи
- Кристина Фельдман — вчителька співів
- Марія Каневська — мати хлопця з цибулею
- Войцєх Раєвський — продавець
- Малґожата Влодарська — вчителька малювання
- Вітольд Ґруца
- Пйотр Сот — хлопчик з цибулею
- Збіґнєв Шутковський — Лех Кобилецький «Семафор»

## Нагороди (4 нагороди)
- 1971 — Спеціальний приз журі на Міжнародному кінофестивалі для дітей в Тегерані.